# طول پیوند
طول پیوند در هندسه مولکولی، به عنوان میانگین فاصله بین هسته‌های دو اتم پیوند یافته در یک مولکول تعریف شده‌است.

## توضیح
رتبه پیوند شمار پیوند شیمیایی بین دو اتم است و نشانگر میزان پایداری یک پیوند است. هنگامی که الکترون‌های بیشتری در تشکیل پیوند شرکت می‌کنند، پیوند کوتاه‌تر است. طول پیوند نیز به‌طور معکوس با استحکام پیوند و انرژی تفکیک پیوند مرتبط است. در پیوند بین دو اتم یکسان، نیمی از فاصله پیوند با شعاع کووالانسی برابر است.
طول پیوند با استفاده از پراش پرتو X در فاز جامد یا با استفاده از طیف‌سنجی مایکروویو در فاز گاز به‌طور تقریبی اندازه‌گیری می‌شود.
پیوند بین یک جفت مشخص از اتم ممکن است بین مولکولهای مختلف متفاوت باشد. به عنوان مثال، پیوندهای کربن به هیدروژن در متان با متیل کلرید اگرچه ساختار کلی یکسان است متفاوت است؛ و این مثال را می‌توان به ترکیب‌های بیشتر تعمیم داد.

## طول پیوند کربن با سایر عناصر
جدول زیر با پیوندهای تجربی برای کربن به عناصر دیگر  درآورده شده‌است. طول پیوند به صورت پیکومتر داده می‌شود. با تقریب فاصله پیوند بین دو اتم مختلف، مقدار شعاع کووالانسی فرد است (این موارد در عناصر شیمیایی برای هر عنصر آورده شده‌است).
به عنوان یک روند کلی، طول پیوند در ردیف جدول تناوبی کاهش و در یک گروه افزایش می‌یابد.
| عنصر در حال پیوند | طول پیوند (پیکومتر) | گروه                |
| ----------------- | ------------------- | ------------------- |
| هیدروژن           | ۱۰۶–۱۱۲             | گروه‌های جدول تناوبی |
| بریلیم            | ۱۹۳                 | فلزهای قلیایی خاکی  |
| منیزیم            | ۲۰۷                 | فلزهای قلیایی خاکی  |
| بور               | ۱۵۶                 | گروه بور            |
| آلومینیوم         | ۲۲۴                 | گروه بور            |
| ایندیم            | ۲۱۶                 | گروه بور            |
| کربن              | ۱۲۰–۱۵۴             | گروه کربن           |
| سیلیسیم           | ۱۸۶                 | گروه کربن           |
| قلع               | ۲۱۴                 | گروه کربن           |
| سرب               | ۲۲۹                 | گروه کربن           |
| نیتروژن           | ۱۴۷–۲۱۰             | گروه نیتروژن        |
| فسفر              | ۱۸۷                 | گروه نیتروژن        |
| آرسنیک            | ۱۹۸                 | گروه نیتروژن        |
| آنتیموان          | ۲۲۰                 | گروه نیتروژن        |
| بیسموت            | ۲۳۰                 | گروه نیتروژن        |
| اکسیژن            | ۱۴۳–۲۱۵             | کالکوژن             |
| گوگرد             | ۱۸۱–۲۵۵             | کالکوژن             |
| کروم              | ۱۹۲                 | گروه ۶ جدول تناوبی  |
| سلنیم             | ۱۹۸–۲۷۱             | کالکوژن             |
| تلوریم            | ۲۰۵                 | کالکوژن             |
| مولیبدن           | ۲۰۸                 | گروه ۶ جدول تناوبی  |
| تنگستن            | ۲۰۶                 | گروه ۶ جدول تناوبی  |
| فلوئور            | ۱۳۴                 | هالوژن              |
| کلر               | ۱۷۶                 | هالوژن              |
| برم               | ۱۹۳                 | هالوژن              |
| ید                | ۲۱۳                 | هالوژن              |

## طول پیوند در ترکیبات آلی
| C–H   | طول (pm) | C–C     | طول (pm) | پیوند چندگانه | طول (pm) |
| ----- | -------- | ------- | -------- | ------------- | -------- |
| sp3–H | ۱۱۰      | sp3–sp3 | ۱۵۴      | بنزن          | ۱۴۰      |
| sp2–H | ۱۰۹      | sp3–sp2 | ۱۵۰      | آلکن          | ۱۳۴      |
| sp–H  | ۱۰۸      | sp2–sp2 | ۱۴۷      | آلکین         | ۱۲۰      |
|       |          | sp3–sp  | ۱۴۶      | آلن (شیمی)    | ۱۳۰      |
|       |          | sp2–sp  | ۱۴۳      |               |          |
|       |          | sp–sp   | ۱۳۷      |               |          |